# La Chapelle-Orthemale
La Chapelle-Orthemale là một xã ở tỉnh Indre khu vực trung bộ Pháp. Xã này có diện tích 16,8 km², dân số thời điểm năm 1999 là 95 người. Khu vực này có độ cao trung bình 150 mét trên mực nước biển.